# Vojenský hřbitov (Česká Skalice)
Vojenský hřbitov v České Skalici na Náchodsku se nachází na severovýchodním okraji města v Jiráskově ulici při cestě na Zlíč. Má rozlohu 2033 m² a je zde 33 pomníků a typových křížů.

## Historie
28. června roku 1866 proběhla u České Skalice jedna z bitev prusko-rakouské války. Padlí vojáci obou válčících stran byli pohřbeni na místě bojiště. Roku 1892 zde založil Spolek pro udržování hrobů a pomníků na bojištích z r. 1866 v Náchodě, Skalici a Svinišťanech vojenský hřbitov a pro tento účel odkoupil pozemek od českoskalické rodiny Steidlerů. K rozsáhlému rozšíření hřbitova došlo roku 1965, kdy sem byly přemístěny pomníky a hroby z různých míst České Skalice, Velkého Třebešova a Zlíče. Na přeneseném hrobě třinácti rakouských a šesti pruských vojáků od přehrady Rozkoš byl roku 2004 vztyčen pomník.

### Naučná stezka
Vojenský hřbitov leží na trase Naučné stezky Česká Skalice – Svinišťany – Josefov 1866.